# Lockwitztalbahn
| Zug der Linie 31 im Lockwitztal (1973) |                        |                                 |                                 |
| Streckenlänge: | 9,2 km                 |                                 |                                 |
| Spurweite: | 1000 mm (Meterspur)    |                                 |                                 |
| Stromsystem: | 550 V, ab 1914 600 V = |                                 |                                 |
| Maximale Neigung: | 31,8 ‰                 |                                 |                                 |
| |                        |                                 |                                 |
| Betriebsstellen der Lockwitztalbahn 1976 |                        |                                 |                                 |
| \| \| 0,07 \| Niedersedlitz Bahnhof Abfahrt \| Niedersedlitz Bahnhof Abfahrt \| \| \| 0,15 \| Ausweiche Niedersedlitz Ankunft \| Ausweiche Niedersedlitz Ankunft \| \| \| 0,58 \| Dorfstraße \| Dorfstraße \| \| \| 1,11 \| Lockwitztal-Apotheke \| Lockwitztal-Apotheke \| \| \| 1,57 \| Ausweichstelle \| Ausweichstelle \| \| \| 1,80 \| Dohnaer Straße \| Dohnaer Straße \| \| \| 2,33 \| Am Plan \| Am Plan \| \| \| 2,61 \| Am Galgenberg \| Am Galgenberg \| \| \| 3,20 \| Kelterei Lockwitzgrund \| Kelterei Lockwitzgrund \| \| \| 3,45 \| Sobrigauer Weg \| Sobrigauer Weg \| \| \| 3,98 \| Fußweg nach Borthen \| Fußweg nach Borthen \| \| \| 4,80 \| Fußweg nach Sobrigau \| Fußweg nach Sobrigau \| \| \| 6,10 \| Hummelmühle \| Hummelmühle \| \| \| 7,24 \| Gombsen \| Gombsen \| \| \| 8,20 \| Neugombsen \| Neugombsen \| \| \| 8,69 \| Sanatorium \| Sanatorium \| \| \| 9,15 \| Kreischa, Endpunkt \| Kreischa, Endpunkt \| \| \| 9,20 \| Straßenbahnhof Kreischa \| Straßenbahnhof Kreischa \| |                        |                                 |                                 |
| U-Bahn-Haltepunkt / Haltestelle Streckenanfang (Strecke außer Betrieb) | 0,07                   | Niedersedlitz Bahnhof Abfahrt   | Niedersedlitz Bahnhof Abfahrt   |
| U-Bahn-Bahnhof (Strecke außer Betrieb) | 0,15                   | Ausweiche Niedersedlitz Ankunft | Ausweiche Niedersedlitz Ankunft |
| U-Bahn-Haltepunkt / Haltestelle (Strecke außer Betrieb) | 0,58                   | Dorfstraße                      | Dorfstraße                      |
| U-Bahn-Haltepunkt / Haltestelle (Strecke außer Betrieb) | 1,11                   | Lockwitztal-Apotheke            | Lockwitztal-Apotheke            |
| U-Bahn-Dienststation / Betriebs- oder Güterbahnhof (Strecke außer Betrieb) | 1,57                   | Ausweichstelle                  | Ausweichstelle                  |
| U-Bahn-Haltepunkt / Haltestelle (Strecke außer Betrieb) | 1,80                   | Dohnaer Straße                  | Dohnaer Straße                  |
| U-Bahn-Bahnhof (Strecke außer Betrieb) | 2,33                   | Am Plan                         | Am Plan                         |
| U-Bahn-Haltepunkt / Haltestelle (Strecke außer Betrieb) | 2,61                   | Am Galgenberg                   | Am Galgenberg                   |
| U-Bahn-Haltepunkt / Haltestelle (Strecke außer Betrieb) | 3,20                   | Kelterei Lockwitzgrund          | Kelterei Lockwitzgrund          |
| U-Bahn-Haltepunkt / Haltestelle (Strecke außer Betrieb) | 3,45                   | Sobrigauer Weg                  | Sobrigauer Weg                  |
| U-Bahn-Bahnhof (Strecke außer Betrieb) | 3,98                   | Fußweg nach Borthen             | Fußweg nach Borthen             |
| U-Bahn-Haltepunkt / Haltestelle (Strecke außer Betrieb) | 4,80                   | Fußweg nach Sobrigau            | Fußweg nach Sobrigau            |
| U-Bahn-Bahnhof (Strecke außer Betrieb) | 6,10                   | Hummelmühle                     | Hummelmühle                     |
| U-Bahn-Haltepunkt / Haltestelle (Strecke außer Betrieb) | 7,24                   | Gombsen                         | Gombsen                         |
| U-Bahn-Bahnhof (Strecke außer Betrieb) | 8,20                   | Neugombsen                      | Neugombsen                      |
| U-Bahn-Haltepunkt / Haltestelle (Strecke außer Betrieb) | 8,69                   | Sanatorium                      | Sanatorium                      |
| U-Bahn-Bahnhof (Strecke außer Betrieb) | 9,15                   | Kreischa, Endpunkt              | Kreischa, Endpunkt              |
| U-Bahn-Betriebs-/Güterbahnhof Streckenende (Strecke außer Betrieb) | 9,20                   | Straßenbahnhof Kreischa         | Straßenbahnhof Kreischa         |

Die Lockwitztalbahn war eine Überlandstraßenbahn im Lockwitztal bei Dresden zwischen Kreischa und Niedersedlitz. Die 9,2 km lange Strecke wurde in den Jahren 1905 und 1906 errichtet. 1977 wurde der Betrieb eingestellt. 

## Planung und Bau
Die Planungen für eine Schienenverbindung zwischen Kreischa und Niedersedlitz reichen bis 1895 zurück. Zu diesem Zeitpunkt plante das Unternehmen Aktiengesellschaft Elektrizitätswerke O. L. Kummer & Co. von Oskar Ludwig Kummer in Niedersedlitz den Bau einer Bahn durch das Lockwitztal. Diese sollte Teil eines Netzes von Überlandstraßenbahnen um Dresden sein und von Kreischa weiter bis Deuben führen. Trotz einer Genehmigung arbeitete Kummer jedoch zunächst an der Dresdner Vorortsbahn. Mitte 1901 ging das Unternehmen in Konkurs, damit waren auch die Pläne zunächst begraben. 
Da die Gemeinden des Lockwitztales aus wirtschaftlichen Gründen dennoch die Straßenbahn haben wollten, richteten sie sich 1903 mit einer Petition an die 2. Kammer des Landtages und forderten den Staat auf, die Umsetzung in die Hand zu nehmen. Schließlich sei mit der Genehmigung und einer Beihilfenzusage an Kummer die Notwendigkeit der Straßenbahn bestätigt worden. Nach Ablehnung der Petition schlossen sich am 15. November 1904 sieben Gemeinden zu einem Verband zusammen, um die rund 9,2 Kilometer lange Strecke zu realisieren. Mitglieder im Verband waren die Gemeinden Kreischa, Lockwitz, Sobrigau, Gombsen, Lungkwitz, Niedersedlitz und Saida/Wittgensdorf. Die Planung oblag dem Ingenieur Schwarz, der die Unterlagen von Kummer aus dessen Konkursmasse erwarb und weiterentwickelte. Die Ausführung lag bei den Vereinigten Felten & Guilleaume-Lahmeyer Werken AG. Am 24. August 1905 begann der Bau der meterspurigen Strecke. Dabei wurden die Fahrdrähte und Profile so angelegt, dass auch aufgebockte Eisenbahnwagen verkehren können. Das Depot wurde in Kreischa angelegt und im Niedersedlitzer Bahnhof sollte die Wendeanlage der Dresdner Vorortsbahn mitgenutzt werden. Bei Eröffnung der Bahn am 2. März 1906 endete sie aber noch auf der Bahnhofstraße, 200 m vor dem Bahnhof, da der gemeinsame Endpunkt noch nicht eingerichtet war. Am 3. März 1906 begann der öffentliche Betrieb.

## Betrieb im Gemeindeverband

Fotohalt 1909 unterhalb des Blauberges

Die Straßenbahn übernahm neben dem Personentransport auch den Transport der Post entlang der Strecke, aus diesem Grund lag das Postamt in Kreischa direkt neben dem Straßenbahndepot. Die Preise lagen zu Beginn bei 35 Pf für die gesamte Strecke, 10 Pf von Niedersedlitz bis Lockwitz, Oberer Gasthof. Am 16. Mai 1906 wurden Haltestellen eingeführt, da das Halten bei Bedarf den Betrieb zu sehr behinderte. In den ersten Jahren kam es außerdem häufig zu Problemen, durch Baumängel, Fehler an den Fahrzeugen oder Hochwasser und Frost. Zu starkem Verschleiß führten auch die vielen Kurven im Tal. 1907 wurde die Wagenhalle in Kreischa fertiggestellt. Im gleichen Jahr eingeführte Verstärkerfahrten zwischen Niedersedlitz und Lockwitz entfielen im Jahr darauf wegen zu geringer Nachfrage wieder fast vollständig. Auch die gemeinsame Nutzung des Niedersedlitzer Bahnhofsvorplatzes als Endpunkt mit der Dresdner Vorortsbahn dauerte nicht lang. Ab 1907 fuhr die Lockwitztalbahn nur noch bis zum Vorplatz auf der anderen Seite des Bahnhofes. Zunächst war der Betrieb der Bahn ein Verlustgeschäft, auch weil die Bahn kaum für den Güterverkehr genutzt werden konnte. 1909 wurde zusammen mit dem Gemeindeverband auf dem Wilisch eine Bergwirtschaft eröffnet. Dies steigerte die Attraktivität der Bahn und ließ die Fahrgastzahlen ansteigen. Da die Einnahmen dennoch nicht genügten, wurden 1912 die Fahrpreise erhöht. Bis 1913 war es gelungen, schwarze Zahlen zu schreiben. 
Während des Ersten Weltkriegs musste der Fahrplan aus Mangel an Personal eingeschränkt werden. Daher wurden nun erstmals Frauen eingestellt. Ab 1915 gab es vermehrt Gütertransporte, da der Transport mit Pferden wegfiel. Einige der Beiwagen wurden daher umgerüstet. Zum Ende des Krieges und in den Jahren danach gab es bereits mehrere Preiserhöhungen, da die Kosten weiter stiegen. Zudem musste die Bahn bereits durch verschiedene Fehlinvestitionen wie den Ankauf von Wagen aus Zittau, Kredite aufnehmen. Auch der im Krieg entstandene Güterverkehr konnte nicht weitergeführt werden. So kam die Bahn 1921 schließlich unter Zwangsverwaltung des Staates. Wegen der zusätzlichen finanziellen Belastungen durch die Inflation wurde 1923 auch eine Stilllegung in Betracht gezogen. 1924 verbesserte sich die Lage wieder und der Betrieb wurde an einen Zweckverband von Gemeinden und Staat übergeben, die Zwangsverwaltung blieb jedoch bestehen. Im gleichen Jahr fiel, durch die Umspurung der Vorortsbahn und deren Aufgehen im städtischen Netz, der gemeinsame Endpunkt in Niedersedlitz endgültig weg.
Für den weiteren Betrieb waren weiterhin Darlehen notwendig geblieben, auch weil immer wieder Erneuerungen der Wagen und Umbauten der Strecke vorgenommen wurden. Nachdem man ein Darlehen der Dresdner Überland-Verkehrsgesellschaft (DRÜVEG) nicht zurückzahlen konnte, wurde die DRÜVEG am 1. Januar 1929 Eigentümerin der Bahn.

## DRÜVEG und Dresdner Verkehrsbetriebe
Im Gegensatz zu den anderen Strecken der DRÜVEG, die von der Dresdner Straßenbahn AG betrieben wurden, übernahm dies im Fall der Lockwitztalbahn die DRÜVEG selbst. Die Verleihungsurkunde datiert vom 22. November 1928. In der Folgezeit wurde die Strecke umfassend instand gesetzt und modernisiert, außerdem wurden Übergangstickets für die Nutzung der Dresdner Straßenbahnlinien eingeführt. Dies führte zunächst zu einem wirtschaftlicheren Betrieb. Als 1933/34 jedoch die Buslinie D nach Lockwitz eingerichtet wurde, zunächst zum unteren Gasthof, dann bis Plan, sanken die Fahrgastzahlen. In der Folge wurde der Betrieb eingeschränkt und einige Ausweichen aufgegeben. Mit Beginn des Zweiten Weltkriegs stiegen die Fahrgastzahlen wieder, auch weil der Busverkehr reduziert werden musste. Dazu kamen jedoch Personalmangel und Einschränkungen durch die Verdunklung. 
1941 übernahm die Dresdner Straßenbahn AG die DRÜVEG, sodass die Lockwitztalbahn ein Teil der Dresdner Straßenbahn wurde. Sie erhielt damals die Liniennummer 31, die sie bis zur Einstellung führte. Mit dem Eigentümerwechsel wurde auch der cremefarbene Anstrich mit den drei rotbraunen Zierstreifen sowie der städtische Tarif übernommen. Nun verkehrte die Bahn im 30-Minuten-Takt, wofür eine neue Ausweiche gebaut werden musste. Am 14. Februar 1945 wurde die Bahnstrecke durch Bombenangriffe in Lockwitz beschädigt. Am 10. März waren die Schäden bereits wieder behoben und die ganze Strecke konnte bedient werden. Da der Gauleiter seinen Sitz nach den Luftangriffen auf Dresden nach Lockwitz hatte verlegen lassen, war die Bahn noch bis Kriegsende von Beschuss durch Flieger betroffen. Gleichwohl hatte die Weisung, den Betrieb ab 7. Mai 1945 gegen 17.00 Uhr einzustellen, den Einsatzbahnhof Kreischa nicht erreicht. So rückten noch am 8. Mai die Wagen planmäßig aus und erst gegen 10.00 Uhr wurde der Betrieb eingestellt: Die „Linie 31“ war damit die letzte planmäßig verkehrende Linie im Netz der Dresdner Verkehrsbetriebe vor dessen kompletter Einstellung. 
Einen Aufschwung erlebte die Bahn in der Nachkriegszeit. Aufgrund der ins Umland gezogenen Dresdner Bevölkerung erhöhte sich der Verkehr in Richtung Dresden. Außerdem wurde die Strecke vermehrt für den Güterverkehr genutzt. Der Materialmangel und die Zerstörungen in der Stadt machten jedoch die nötigen Reparaturen schwierig. Nach 1950 wurden die Wagen der Linie 31 generalüberholt. Dabei wurde bei einem Teil der Triebwagen die Panoramaverglasung der Stadtspurwagen übernommen, was die Übersicht für den Straßenbahnfahrer verbesserte. Ebenfalls erhielten die Triebwagen Schiebetüren. Weiterhin wurden von den Dresdner Verkehrsbetrieben kleine Beiwagen übernommen und auf 1.000 mm Spurweite umgerüstet. Außerdem wurde ein Arbeitstriebwagen und der Salzwagen reaktiviert und 1952 ein Triebwagen aus Bad Schandau (Kirnitzschtalbahn) angeschafft, um einen Viertelstundentakt anbieten zu können. 1956 belegte eine Diplomarbeit, dass die Lockwitztalbahn pro Tag von etwa 2.400 Fahrgästen genutzt wird, dazu kamen Ausflügler und Schulgruppen. Die Wirtschaftlichkeit gegenüber einer Buslinie war mit dieser Arbeit belegt worden.

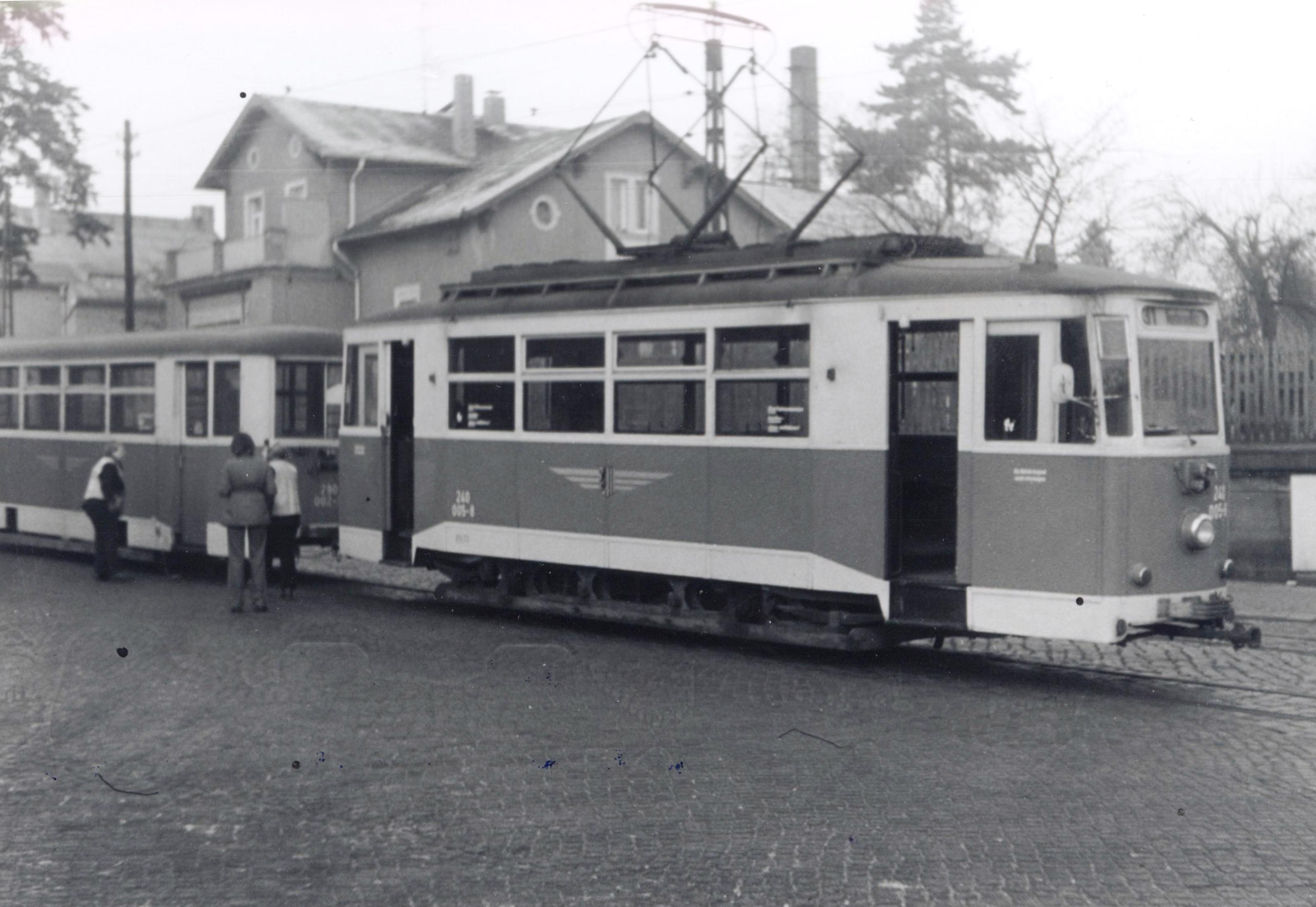
Triebwagen 240 005 an der Umsetzstelle Niedersedlitz, 1977

Entsprechend sollte die Straßenbahn weiter betrieben werden und ab 1961 wurden an der Strecke mittlerweile dringend notwendige Erneuerungen durchgeführt. Ende der 1960er Jahre wurden aus Erfurt acht Triebwagen der dortigen Serie 82 bis 117 beschafft, die zwischen 1938 und 1944 gebaut worden waren. Bis auf den Triebwagen 9 (240 101) aus dem Jahr 1926 konnten danach alle Altbauwagen bis 1974 außer Dienst gestellt werden. Zu den Triebwagen wurden von den Dresdner Verkehrsbetrieben acht Werdauer Beiwagen aus dem Jahr 1948 aus dem Stadtnetz umgespurt. Die neuen Fahrzeuge der Lockwitztalbahn erhielten abweichend von der normalen Dresdner Farbgebung einen grünen Anstrich mit cremefarben abgesetzten Fenstern. 

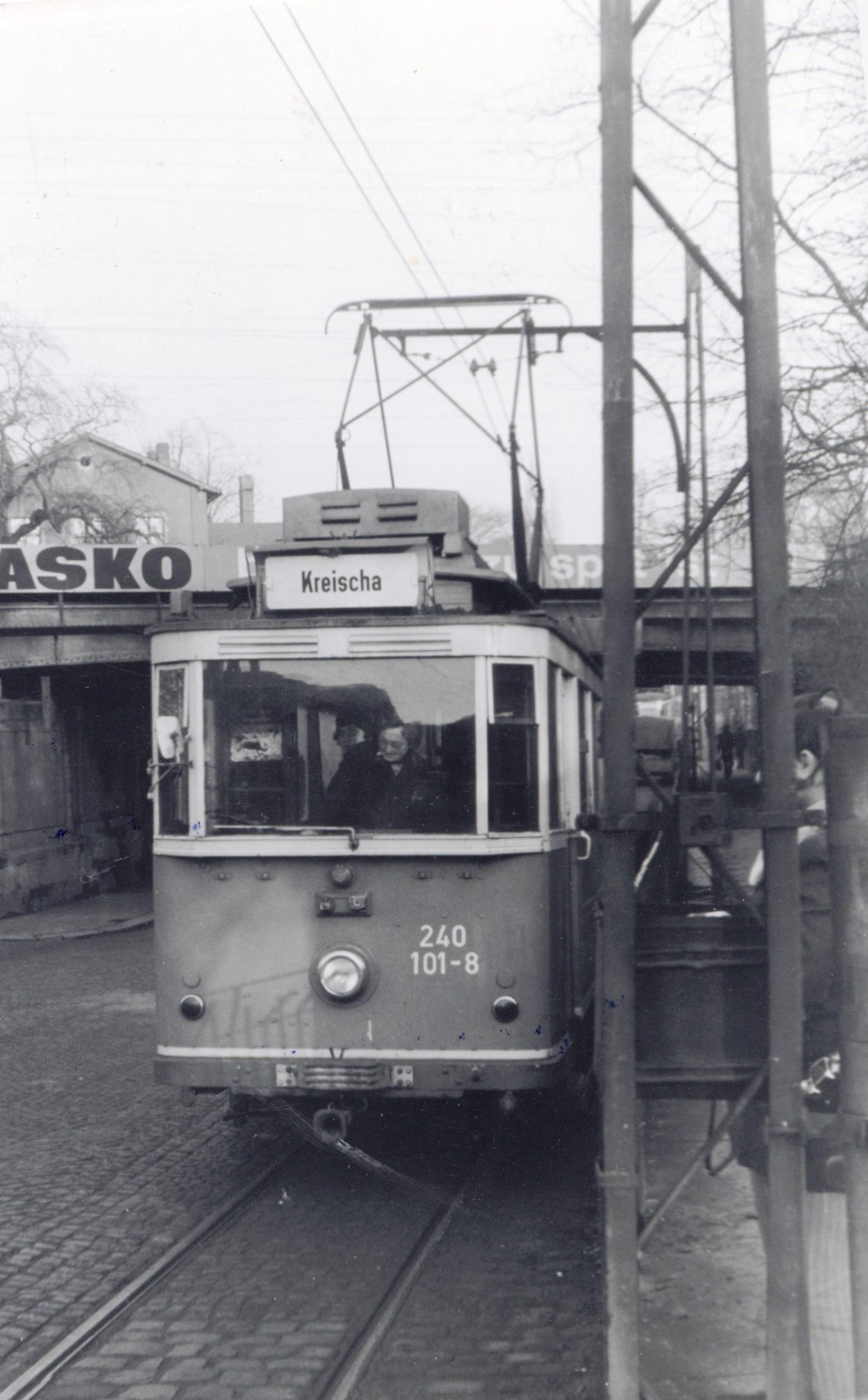
Triebwagen 240 101-8 steht abfahrbereit als letzter fahrplanmäßiger Zug am 18. Dezember 1977 in Niedersedlitz

Während der 1960er Jahre sanken die Fahrgastzahlen, vor allem wegen der Buslinien, die nun viele Orte oberhalb des Lockwitztales und Kreischa anfuhren. In den 1970er Jahren kam es durch den dichter werdenden Straßenverkehr immer wieder zu Konflikten mit Kraftfahrzeugen und der Ausflüglerverkehr ließ nach. So beschloss die Stadt bereits 1974 in ihrem Verkehrskonzept den Ersatz der Straßenbahn durch eine Buslinie. 1975 stellten die Verkehrsbetriebe fest, dass ein Weiterbetrieb nach den aktuellen Anforderungen etwa genauso teuer wie eine Umspurung auf Stadtspur und teurer als eine Umstellung auf Busverkehr wäre. Außerdem galt ab dem 22. Januar 1976 in der DDR eine neue Betriebsordnung für den Straßenbahnbetrieb. Diese enthielt neue Sicherheitsvorschriften, die bis dahin noch nicht umgesetzt waren. So beschlossen Rat der Stadt und Stadtverordnetenversammlung im Juni 1977 die Stilllegung, die nun auf großen Unmut in der betroffenen Bevölkerung stieß, obwohl durch den Busverkehr zumindest die Fahrtzeit von 30 auf 21 Minuten verkürzt werden konnte. Am 18. Dezember 1977 fand (8.57 Uhr ab Kreischa, 9.47 ab Niedersedlitz) die letzte Fahrt statt. Der Verkehr wurde parallel von der neu geschaffenen Buslinie 96 übernommen. Seit der Buslinienänderung im Jahr 2009 verkehrt nun die Linie 86.

## Nach der Stilllegung

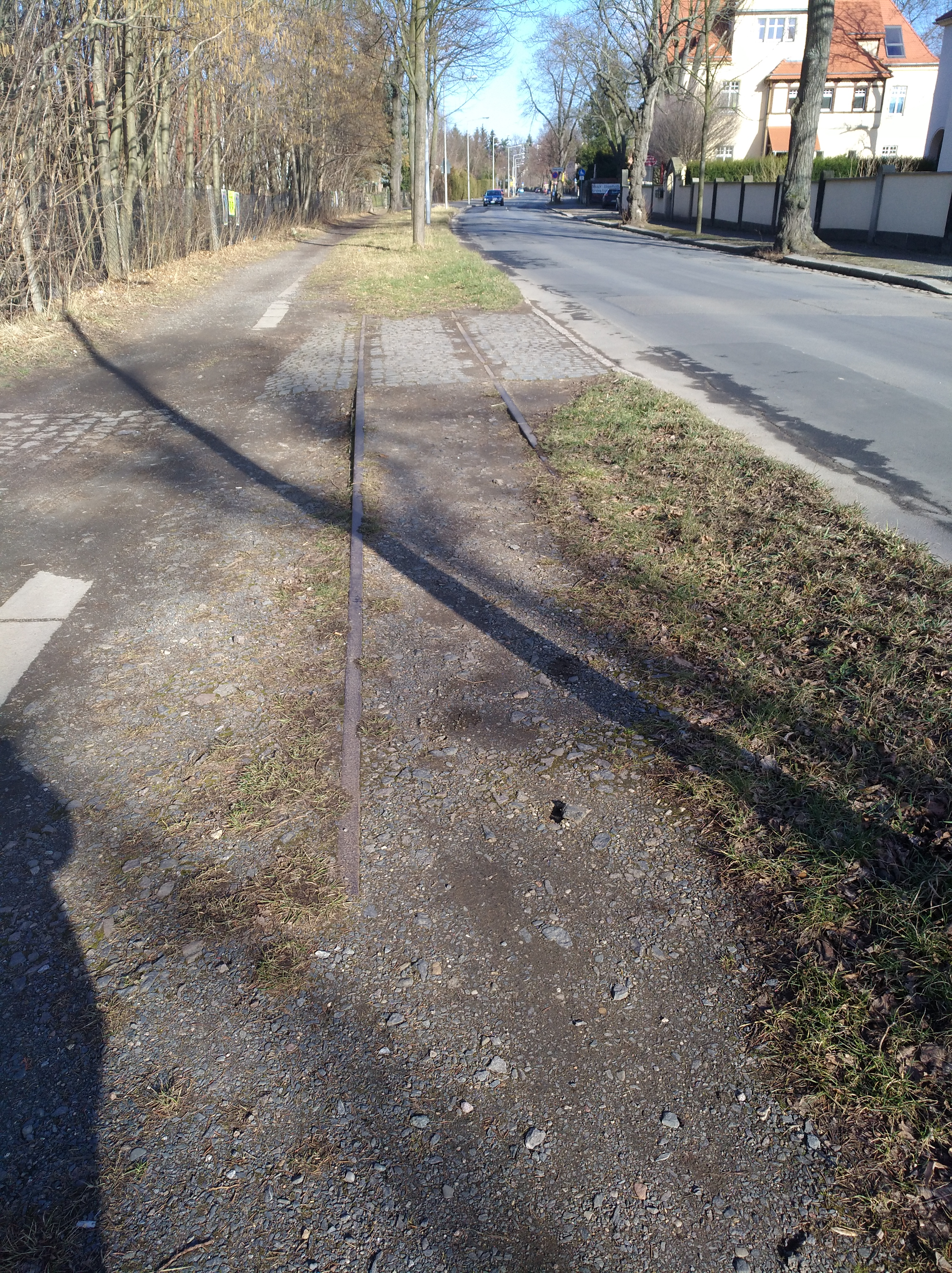
Gleisrest der Lockwitztalbahn in Lockwitz (2018)

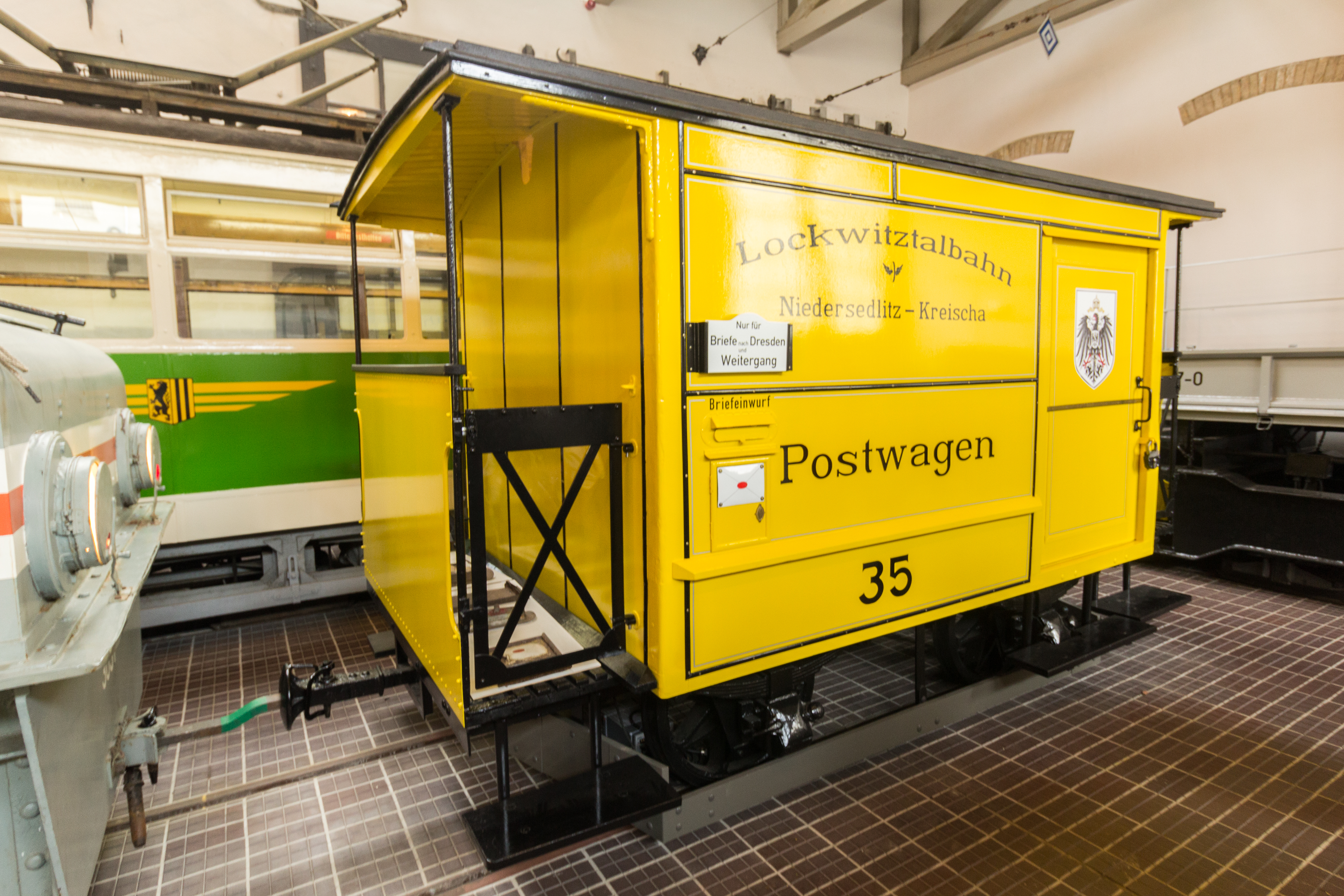
Postbeiwagen der Lockwitztalbahn im Dresdner Straßenbahnmuseum

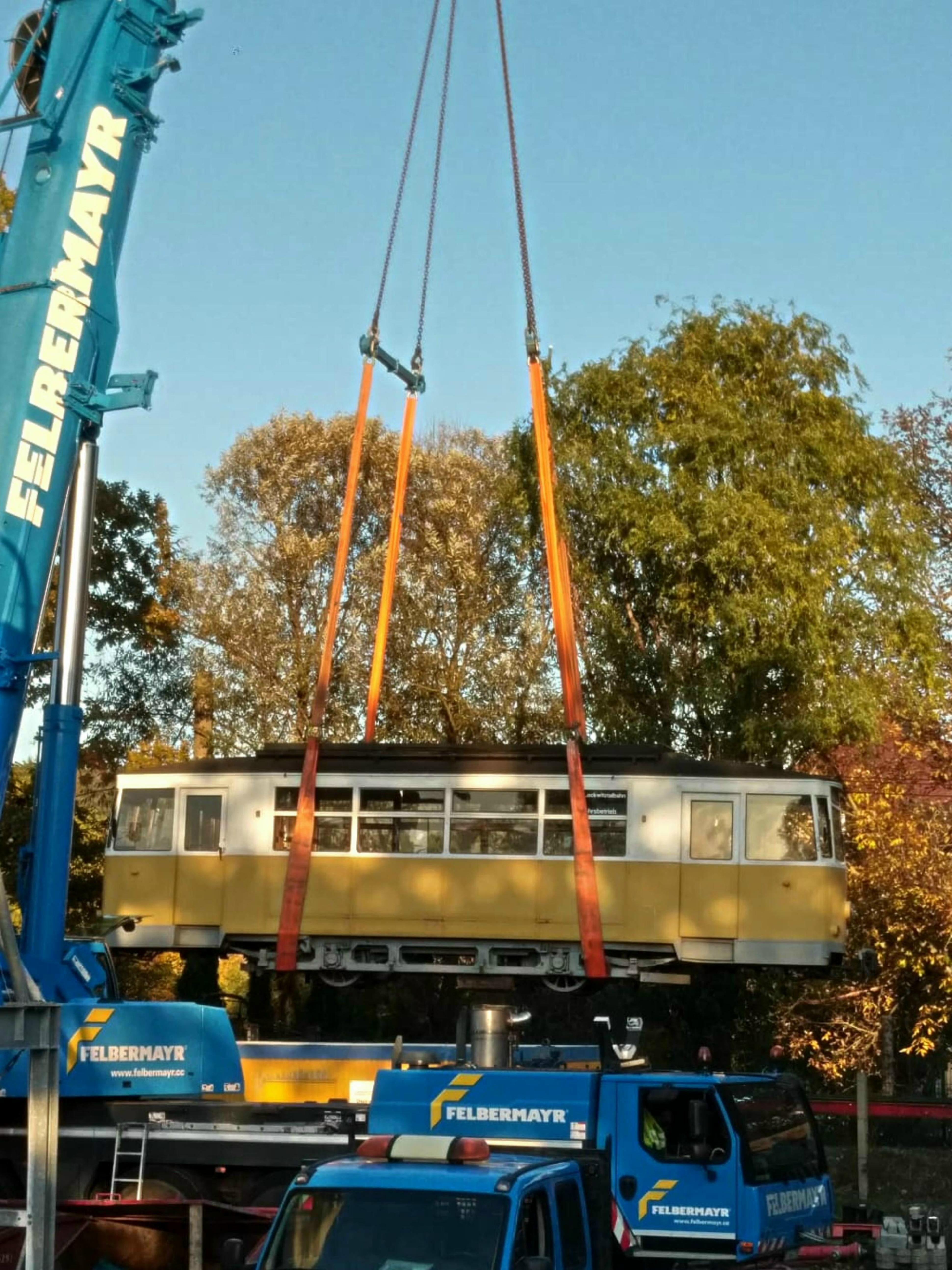
Triebwagen 240 004-1 zurück in Kreischa (2019)

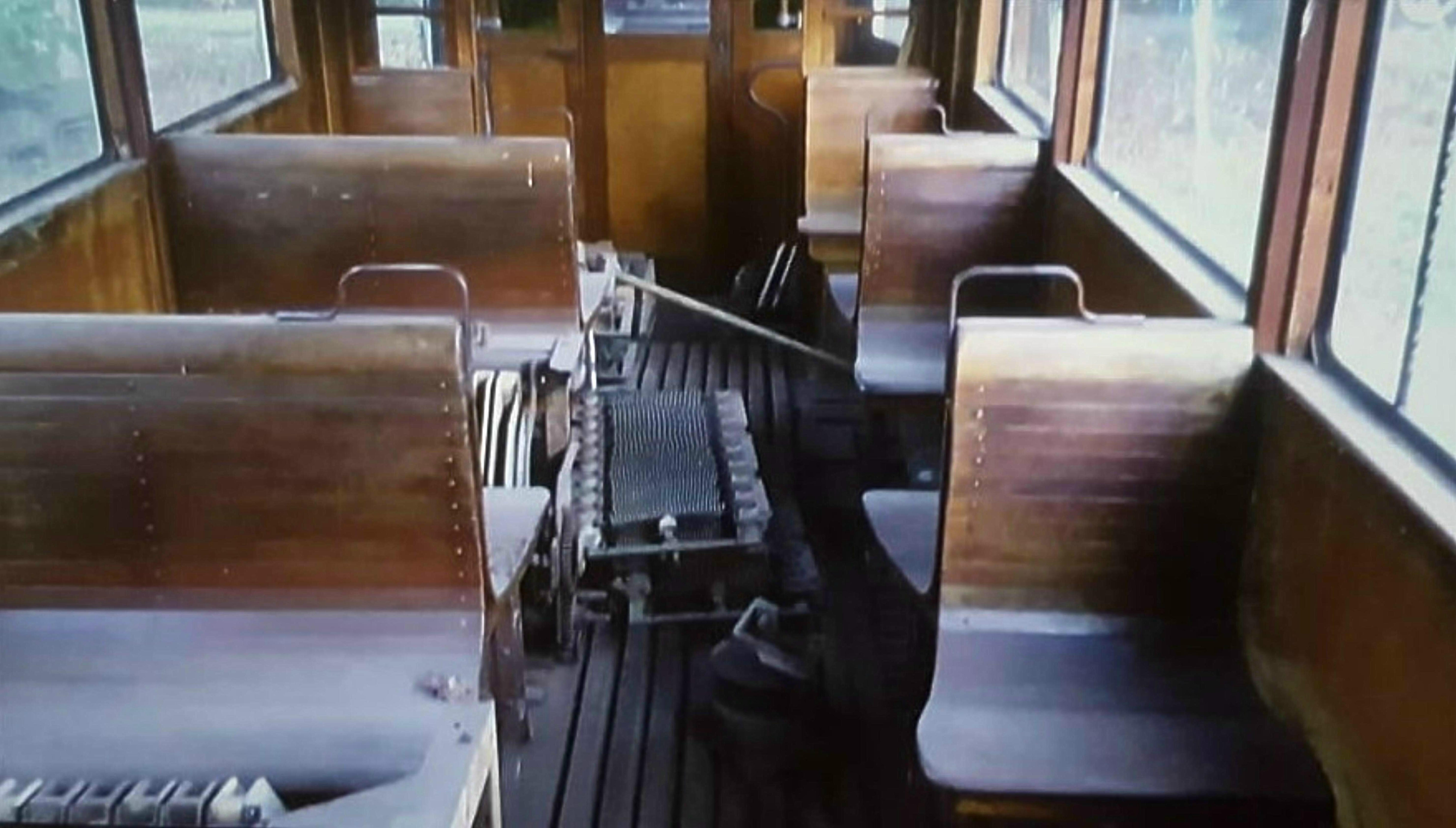
Innenansicht Triebwagen 240 004-1 (2019)

Nach der Stilllegung wurden drei Triebwagen nach Brandenburg abgegeben. Die anderen fünf Erfurter Wagen fuhren danach auf der Kirnitzschtalbahn. Der Triebwagen 240 101 wurde in der Werkstatt des Betriebshofes Trachenberge aufgearbeitet und erhielt im Kirnitzschtal wieder seinen ursprünglichen rot-weißen Anstrich zurück. Die Gleise wurden 1978 größtenteils demontiert. Es blieben allerdings in Kreischa und Niedersedlitz noch bis in die 1990er Jahre einzelne Gleisabschnitte liegen, in Lockwitz noch bis in die 2010er Jahre. Die Werkstatt in Kreischa wurde noch bis 1990 von den Dresdner Verkehrsbetrieben zur Reparatur von Verschleißteilen genutzt.
Nach der Wende gründete sich ein Verein, der sich das Ziel setzte, der Lockwitztalbahn ein Denkmal zu setzen. 1993 kam der Triebwagen 240 005 von der Kirnitzschtalbahn zurück nach Kreischa. Von einem Traktor geschoben fuhr er in den liegengebliebenen Gleisen zwischen Haußmannsplatz und Parkgaststätte am Sanatorium vorbei. Dort wurde er als Denkmal aufgestellt und in den Originalzustand zurückversetzt. Mit der Zeit kam die Idee, zwischen Hummelmühle und Kreischa eine Museumsstraßenbahn aufzubauen. Dafür kam 1995 auch der Triebwagen 240 004 zurück nach Kreischa. Mit der Zeit zerschlug sich dieser Traum allerdings. Der Verein wollte später ein Straßenbahnmuseum im ehemaligen Depot der Lockwitztalbahn aufbauen, denn der Zustand der beiden Triebwagen, die im Freien standen, verschlechterte sich zusehends. Nachdem man im Depot Kreischa Gleise wieder instand gesetzt hatte, hätte der Umzug der beiden Triebwagen beginnen können, doch die Gemeinde verwehrte den beiden Triebwagen ihr neues Domizil mit der Begründung, für das dort gelagerte Winterstreu keinen weiteren Platz zu haben. Nachdem nun auch der Traum des Straßenbahnmuseums geplatzt war, gab der Verein auf. 
Im Sommer 2007 wurden die beiden Triebwagen aus Kreischa abtransportiert. Der Triebwagen 240 005 gelangte in den Bestand des Straßenbahnmuseums Dresden, der Triebwagen 240 004 dient in seiner ursprünglichen Heimat in Erfurt als Ersatzteilspender für die dortigen Sonderfahrzeuge. Letzterer wurde am 16. Oktober 2019 vom Modelleisenbahnclub Kreischa e. V. als Denkmal von Erfurt nach Kreischa zurückgeholt.
Am 28. November 1960 wurde der 1908 von der Gottfried Lindner AG Ammendorf gebaute Postbeiwagen, der mit der Nummer 35 in Betrieb ging und ab 1948 die Nummer 3522 trug, ausgemustert. Das Fahrwerk und die Bremsen wurden verschrottet, der Wagenkasten mit seinem Stahlrahmen wurde privat verkauft und diente zunächst auf einem Grundstück in Bärenklause als Schuppen. Anfang der 1990er Jahre wurde er von einem Busfahrer der DVB AG dort entdeckt, von ihm für 1 DM erworben und nunmehr auf sein Grundstück nach Borthen verbracht. Dies geschah in der Absicht, den Postbeiwagen in seinen Originalzustand zu versetzen. Das gelang weitgehend: Mit Ausnahme des Deckanstrichs war die farbliche Herstellung bis 1999 erfolgt, auch der anschließende Erwerb von Radsätzen und Achslager erfolgte durch Eigeninitiative. Eine weitere Instandsetzung war jedoch nicht möglich und am 17. Juni 2012 erwarb das Straßenbahnmuseum Dresden den Wagen. Bis 2013 wurde der Anstrich komplettiert, die Plattformgitter nach historischen Fotografien nachgebaut und die beiden Achsen eingebaut. Er ist seitdem im rollfähigen Zustand in der Ausstellung des Museums zu sehen.

## Betriebsstellen
| \| \| 0,00 \| Postgleis Niedersedlitz (bis 25. September 1907 Endpunkt, bis 1932 gemeinsam genutzt mit der Dresdner Vorortsbahn) \| Postgleis Niedersedlitz (bis 25. September 1907 Endpunkt, bis 1932 gemeinsam genutzt mit der Dresdner Vorortsbahn) \| \| \| 0,07 \| Niedersedlitz Bahnhof Abfahrt \| Niedersedlitz Bahnhof Abfahrt \| \| \| 0,15 \| Ausweiche Niedersedlitz (gleichzeitig Ankunft Niedersedlitz) \| Ausweiche Niedersedlitz (gleichzeitig Ankunft Niedersedlitz) \| \| \| 0,25 \| Schulstraße (Oktober 1913 eingezogen) \| Schulstraße (Oktober 1913 eingezogen) \| \| \| 0,45 \| Gasthof Goldener Löwe (1914 eingezogen) \| Gasthof Goldener Löwe (1914 eingezogen) \| \| \| 0,58 \| Dorfstraße \| Dorfstraße \| \| \| 0,99 \| Mühlenstraße (1914 eingezogen) \| Mühlenstraße (1914 eingezogen) \| \| \| 1,11 \| Schloß-Apotheke (ab 28. Dezember 1950 „Lockwitztal-Apotheke“, Ausweiche 1. April 1943 ausgebaut) \| Schloß-Apotheke (ab 28. Dezember 1950 „Lockwitztal-Apotheke“, Ausweiche 1. April 1943 ausgebaut) \| \| \| 1,50 \| Dr. Bamberg (nahe Gommernsche Straße, Februar 1917 eingezogen) \| Dr. Bamberg (nahe Gommernsche Straße, Februar 1917 eingezogen) \| \| \| 1,57 \| Ausweichstelle (ab 1. April 1943, allgemein „Bamberg-Weiche“ genannt, ohne Haltestelle) \| Ausweichstelle (ab 1. April 1943, allgemein „Bamberg-Weiche“ genannt, ohne Haltestelle) \| \| \| 1,80 \| Unterer Gasthof (ab November 1943 „Dohnaer Straße“) \| Unterer Gasthof (ab November 1943 „Dohnaer Straße“) \| \| \| 2,10 \| Kirche (gemeint ist Lockwitz, Kirche, Oktober 1913 zeitweise und im Juni 1919 endgültig eingezogen) \| Kirche (gemeint ist Lockwitz, Kirche, Oktober 1913 zeitweise und im Juni 1919 endgültig eingezogen) \| \| \| 2,33 \| Gemeindeamt (Juni 1919 eingerichtet, ab 1930 „Ehemaliges Gemeindeamt“, ab 1934 „Am Plan“, Ausweichstelle ab 29. Oktober 1968) \| Gemeindeamt (Juni 1919 eingerichtet, ab 1930 „Ehemaliges Gemeindeamt“, ab 1934 „Am Plan“, Ausweichstelle ab 29. Oktober 1968) \| \| \| 2,40 \| Oberer Gasthof (Oktober 1913 verlegt zur Post, km 2,36, als Haltestelle im Juni 1919 endgültig eingezogen, Ausweichstelle bis 1940, \| Oberer Gasthof (Oktober 1913 verlegt zur Post, km 2,36, als Haltestelle im Juni 1919 endgültig eingezogen, Ausweichstelle bis 1940, \| \| \| \| Ausweichstelle am 15. Dezember 1948 reaktiviert und bis 29. Oktober 1968 in Betrieb) \| \| \| \| 2,61 \| Jacobsplatz (ab 1930 „Am Galgenberg“) \| Jacobsplatz (ab 1930 „Am Galgenberg“) \| \| \| 2,90 \| Restaurant „Scharfe Ecke“ (1940 eingezogen) \| Restaurant „Scharfe Ecke“ (1940 eingezogen) \| \| \| 3,20 \| Donath's Obstkelterei (ab 6. Dezember 1951 „Kelterei Lockwitzgrund“) \| Donath's Obstkelterei (ab 6. Dezember 1951 „Kelterei Lockwitzgrund“) \| \| \| 3,45 \| Sobrigauer Weg (16. März 1948 bis 20. Mai 1951 eingezogen) \| Sobrigauer Weg (16. März 1948 bis 20. Mai 1951 eingezogen) \| \| \| 3,98 \| Makkaroni-Fabrik (ab 11. März 1957 „Fußweg nach Borthen“) \| Makkaroni-Fabrik (ab 11. März 1957 „Fußweg nach Borthen“) \| \| \| 4,80 \| Rügers Schokoladenfabrik (bald nur „Rügers Fabrik“, ab 11. März 1957 „Fußweg nach Sobrigau“, Ausweiche 1. April 1943 ausgebaut) \| Rügers Schokoladenfabrik (bald nur „Rügers Fabrik“, ab 11. März 1957 „Fußweg nach Sobrigau“, Ausweiche 1. April 1943 ausgebaut) \| \| \| 6,10 \| Hummelmühle (Ausweichstelle ab 1911) \| Hummelmühle (Ausweichstelle ab 1911) \| \| \| 6,74 \| Hartsteinschotterwerk (erst etwa 1941 eingerichtet, ab Stilllegung des Steinbruchs 1962 „vorübergehend“, am 30. September 1969 endgültig eingezogen) \| Hartsteinschotterwerk (erst etwa 1941 eingerichtet, ab Stilllegung des Steinbruchs 1962 „vorübergehend“, am 30. September 1969 endgültig eingezogen) \| \| \| 7,24 \| Gombsen I (ab etwa 1925 „Gombsen, Wartehalle“, ab 1953 „Gombsen“, Ausweichstelle bis 1934) \| Gombsen I (ab etwa 1925 „Gombsen, Wartehalle“, ab 1953 „Gombsen“, Ausweichstelle bis 1934) \| \| \| 8,20 \| Gombsen II (ab etwa 1925 „Neugombsen“, Ausweichstelle ab 1. Oktober 1952) \| Gombsen II (ab etwa 1925 „Neugombsen“, Ausweichstelle ab 1. Oktober 1952) \| \| \| 8,69 \| Sanatorium (16. Juni bis 15. September 1947 und 19. September 1947 bis 1948 verlegt zum Schützenhaus, km 8,80) \| Sanatorium (16. Juni bis 15. September 1947 und 19. September 1947 bis 1948 verlegt zum Schützenhaus, km 8,80) \| \| \| 9,15 \| Kreischa, Haußmannplatz (bald nur „Kreischa“, ab 1942 „Erbgericht Kreischa“, ab 1949 „Kreischa, Endpunkt“) \| Kreischa, Haußmannplatz (bald nur „Kreischa“, ab 1942 „Erbgericht Kreischa“, ab 1949 „Kreischa, Endpunkt“) \| \| \| 9,20 \| Straßenbahnhof Kreischa \| Straßenbahnhof Kreischa \| |      | | |
| U-Bahn-Betriebsstelle Streckenanfang (Strecke außer Betrieb) | 0,00 | Postgleis Niedersedlitz (bis 25. September 1907 Endpunkt, bis 1932 gemeinsam genutzt mit der Dresdner Vorortsbahn)                                   | Postgleis Niedersedlitz (bis 25. September 1907 Endpunkt, bis 1932 gemeinsam genutzt mit der Dresdner Vorortsbahn)                                   |
| U-Bahn-Haltepunkt / Haltestelle (Strecke außer Betrieb) | 0,07 | Niedersedlitz Bahnhof Abfahrt | Niedersedlitz Bahnhof Abfahrt |
| U-Bahn-Bahnhof (Strecke außer Betrieb) | 0,15 | Ausweiche Niedersedlitz (gleichzeitig Ankunft Niedersedlitz)                                                                                         | Ausweiche Niedersedlitz (gleichzeitig Ankunft Niedersedlitz)                                                                                         |
| U-Bahn-Blockstelle (Strecke außer Betrieb) | 0,25 | Schulstraße (Oktober 1913 eingezogen) | Schulstraße (Oktober 1913 eingezogen) |
| U-Bahn-Blockstelle (Strecke außer Betrieb) | 0,45 | Gasthof Goldener Löwe (1914 eingezogen) | Gasthof Goldener Löwe (1914 eingezogen) |
| U-Bahn-Haltepunkt / Haltestelle (Strecke außer Betrieb) | 0,58 | Dorfstraße | Dorfstraße |
| U-Bahn-Blockstelle (Strecke außer Betrieb) | 0,99 | Mühlenstraße (1914 eingezogen) | Mühlenstraße (1914 eingezogen) |
| U-Bahn-Haltepunkt / Haltestelle (Strecke außer Betrieb) | 1,11 | Schloß-Apotheke (ab 28. Dezember 1950 „Lockwitztal-Apotheke“, Ausweiche 1. April 1943 ausgebaut)                                                     | Schloß-Apotheke (ab 28. Dezember 1950 „Lockwitztal-Apotheke“, Ausweiche 1. April 1943 ausgebaut)                                                     |
| U-Bahn-Blockstelle (Strecke außer Betrieb) | 1,50 | Dr. Bamberg (nahe Gommernsche Straße, Februar 1917 eingezogen)                                                                                       | Dr. Bamberg (nahe Gommernsche Straße, Februar 1917 eingezogen)                                                                                       |
| U-Bahn-Dienststation / Betriebs- oder Güterbahnhof (Strecke außer Betrieb) | 1,57 | Ausweichstelle (ab 1. April 1943, allgemein „Bamberg-Weiche“ genannt, ohne Haltestelle)                                                              | Ausweichstelle (ab 1. April 1943, allgemein „Bamberg-Weiche“ genannt, ohne Haltestelle)                                                              |
| U-Bahn-Haltepunkt / Haltestelle (Strecke außer Betrieb) | 1,80 | Unterer Gasthof (ab November 1943 „Dohnaer Straße“)                                                                                                  | Unterer Gasthof (ab November 1943 „Dohnaer Straße“)                                                                                                  |
| U-Bahn-Blockstelle (Strecke außer Betrieb) | 2,10 | Kirche (gemeint ist Lockwitz, Kirche, Oktober 1913 zeitweise und im Juni 1919 endgültig eingezogen)                                                  | Kirche (gemeint ist Lockwitz, Kirche, Oktober 1913 zeitweise und im Juni 1919 endgültig eingezogen)                                                  |
| U-Bahn-Bahnhof (Strecke außer Betrieb) | 2,33 | Gemeindeamt (Juni 1919 eingerichtet, ab 1930 „Ehemaliges Gemeindeamt“, ab 1934 „Am Plan“, Ausweichstelle ab 29. Oktober 1968)                        | Gemeindeamt (Juni 1919 eingerichtet, ab 1930 „Ehemaliges Gemeindeamt“, ab 1934 „Am Plan“, Ausweichstelle ab 29. Oktober 1968)                        |
| U-Bahn-Dienststation / Betriebs- oder Güterbahnhof (Strecke außer Betrieb) | 2,40 | Oberer Gasthof (Oktober 1913 verlegt zur Post, km 2,36, als Haltestelle im Juni 1919 endgültig eingezogen, Ausweichstelle bis 1940,                  | Oberer Gasthof (Oktober 1913 verlegt zur Post, km 2,36, als Haltestelle im Juni 1919 endgültig eingezogen, Ausweichstelle bis 1940,                  |
| U-Bahn-Strecke (außer Betrieb) |      | Ausweichstelle am 15. Dezember 1948 reaktiviert und bis 29. Oktober 1968 in Betrieb)                                                                 | Ausweichstelle am 15. Dezember 1948 reaktiviert und bis 29. Oktober 1968 in Betrieb)                                                                 |
| U-Bahn-Haltepunkt / Haltestelle (Strecke außer Betrieb) | 2,61 | Jacobsplatz (ab 1930 „Am Galgenberg“) | Jacobsplatz (ab 1930 „Am Galgenberg“) |
| U-Bahn-Blockstelle (Strecke außer Betrieb) | 2,90 | Restaurant „Scharfe Ecke“ (1940 eingezogen) | Restaurant „Scharfe Ecke“ (1940 eingezogen) |
| U-Bahn-Haltepunkt / Haltestelle (Strecke außer Betrieb) | 3,20 | Donath's Obstkelterei (ab 6. Dezember 1951 „Kelterei Lockwitzgrund“)                                                                                 | Donath's Obstkelterei (ab 6. Dezember 1951 „Kelterei Lockwitzgrund“)                                                                                 |
| U-Bahn-Haltepunkt / Haltestelle (Strecke außer Betrieb) | 3,45 | Sobrigauer Weg (16. März 1948 bis 20. Mai 1951 eingezogen)                                                                                           | Sobrigauer Weg (16. März 1948 bis 20. Mai 1951 eingezogen)                                                                                           |
| U-Bahn-Bahnhof (Strecke außer Betrieb) | 3,98 | Makkaroni-Fabrik (ab 11. März 1957 „Fußweg nach Borthen“)                                                                                            | Makkaroni-Fabrik (ab 11. März 1957 „Fußweg nach Borthen“)                                                                                            |
| U-Bahn-Haltepunkt / Haltestelle (Strecke außer Betrieb) | 4,80 | Rügers Schokoladenfabrik (bald nur „Rügers Fabrik“, ab 11. März 1957 „Fußweg nach Sobrigau“, Ausweiche 1. April 1943 ausgebaut)                      | Rügers Schokoladenfabrik (bald nur „Rügers Fabrik“, ab 11. März 1957 „Fußweg nach Sobrigau“, Ausweiche 1. April 1943 ausgebaut)                      |
| U-Bahn-Bahnhof (Strecke außer Betrieb) | 6,10 | Hummelmühle (Ausweichstelle ab 1911) | Hummelmühle (Ausweichstelle ab 1911) |
| U-Bahn-Blockstelle (Strecke außer Betrieb) | 6,74 | Hartsteinschotterwerk (erst etwa 1941 eingerichtet, ab Stilllegung des Steinbruchs 1962 „vorübergehend“, am 30. September 1969 endgültig eingezogen) | Hartsteinschotterwerk (erst etwa 1941 eingerichtet, ab Stilllegung des Steinbruchs 1962 „vorübergehend“, am 30. September 1969 endgültig eingezogen) |
| U-Bahn-Haltepunkt / Haltestelle (Strecke außer Betrieb) | 7,24 | Gombsen I (ab etwa 1925 „Gombsen, Wartehalle“, ab 1953 „Gombsen“, Ausweichstelle bis 1934)                                                           | Gombsen I (ab etwa 1925 „Gombsen, Wartehalle“, ab 1953 „Gombsen“, Ausweichstelle bis 1934)                                                           |
| U-Bahn-Bahnhof (Strecke außer Betrieb) | 8,20 | Gombsen II (ab etwa 1925 „Neugombsen“, Ausweichstelle ab 1. Oktober 1952)                                                                            | Gombsen II (ab etwa 1925 „Neugombsen“, Ausweichstelle ab 1. Oktober 1952)                                                                            |
| U-Bahn-Haltepunkt / Haltestelle (Strecke außer Betrieb) | 8,69 | Sanatorium (16. Juni bis 15. September 1947 und 19. September 1947 bis 1948 verlegt zum Schützenhaus, km 8,80)                                       | Sanatorium (16. Juni bis 15. September 1947 und 19. September 1947 bis 1948 verlegt zum Schützenhaus, km 8,80)                                       |
| U-Bahn-Bahnhof (Strecke außer Betrieb) | 9,15 | Kreischa, Haußmannplatz (bald nur „Kreischa“, ab 1942 „Erbgericht Kreischa“, ab 1949 „Kreischa, Endpunkt“)                                           | Kreischa, Haußmannplatz (bald nur „Kreischa“, ab 1942 „Erbgericht Kreischa“, ab 1949 „Kreischa, Endpunkt“)                                           |
| U-Bahn-Betriebs-/Güterbahnhof Streckenende (Strecke außer Betrieb) | 9,20 | Straßenbahnhof Kreischa | Straßenbahnhof Kreischa |